# Segelfluggelände Schäfhalde

i7
i11
i13
Das Segelfluggelände Schäfhalde liegt am Ostrand des Steinheimer Beckens in der Gemeinde Steinheim am Albuch im Landkreis Heidenheim in Baden-Württemberg, etwa 2,5 km östlich des Zentrums von Steinheim.

## Flugbetrieb
Das Segelfluggelände ist mit einer 250 m langen und 30 m breiten Start- und Landebahn aus Gras (Richtung 05/23) und mit einer 250 m langen und 30 m breiten Start- und Landebahn aus Gras (Richtung 09/27) ausgestattet. Es besitzt eine Betriebszulassung für Segelflugzeuge und nicht selbststartende Motorsegler. Als Startart ist Windenstart zugelassen. Der Halter und Betreiber des Segelfluggeländes ist die Fliegergruppe Heidenheim/Steinheim e. V.